# 浜松市立可美小学校
浜松市立可美小学校（はままつしりつかみしょうがっこう）は、静岡県浜松市中央区にある公立小学校。通級指導教室が設置されている。

## 沿革
- 1873年（明治6年）6月 - 敷知郡高塚学校として創立。開校当時は高塚町地蔵院。
- 1914年（大正3年） - 村名変更により可美村尋常小学校に改名。所在地は若林町988番地、可美村役場付近。
- 1915年（大正4年） - 高等科設置により可美村尋常高等小学校と改称
- 1945年（昭和20年） - 6月18日の浜松空襲により校舎全焼、分散授業となる。分散先はスズキ・浜松ナイガイ・寺院・若林の太田義男方。
- 1947年（昭和22年）
  - 国民学校敷地を増楽1238番地（現在地）に設定し新居海兵団の仮舎の払い下げを受け設置する。校地約500坪、工費86億円
  - 4月1日 - 国民学校を小学校改称
  - 6月15日 - 分散授業が終わる
- 1949年（昭和24年）4月1日 - 東明神野（現在:春日町）・明神野（現在:神田町）が浜松市へ合併のため校区は現在の高塚・増楽・若林・東若林の4区になる
- 1958年（昭和33年）1月 - 第一期工事（鉄筋3階北校舎）
- 1959年（昭和34年）8月 - 給食室落成
- 1962年（昭和37年）12月 - 第二期工事（鉄筋4階北校舎）
- 1965年（昭和40年）4月発達学級開設
- 1970年（昭和45年）5月第三期工事（鉄筋4階校舎東棟）
- 1979年（昭和54年）4月第四期工事（鉄筋3階校舎東棟）
- 1983年（昭和58年）8月北校舎旧館耐震工事
- 1984年（昭和59年）
  - 8月 - 南校舎旧館耐震工事、なかよしの庭完成
  - 9月 - 野鳥の碑完成
- 1986年（昭和61年）3月 - 体育館・プール落成　校歌の碑完成
- 1988年（昭和63年）6月 - 学校所在地・字・番地変更（可美村若林1748番地）
- 1990年（平成2年）8月 - 北校舎新館耐震工事
- 1991年（平成3年）5月 - 浜松市と合併し現在の浜松市立可美小学校になる。
- 2007年（平成19年） - 政令都市に移行して校区全域が南区となる。
- 2019年（令和元年）5月 - 第一期校舎建替工事開始（仮設校舎建設・南校舎西棟解体）
- 2021年（令和3年）
  - 7月 - 新南校舎完成
  - 9月 - 第二期校舎建替工事開始（北校舎西棟解体）
  - 同年夏に創立150周年記念式典実行委員会立ち上げ

## 学区
- 増楽町[1]
- 高塚町
- 東若林町
- 若林町

## 指定通級区域
西小、県居小、鴨江小、浅間小、新津小、南の星小、砂丘小、篠原小、 舞阪小、白脇小、可美小

## アクセス
- 遠鉄バス12（・10）浜名線「可美公園」停留所から、徒歩3分
- JR東海　東海道本線高塚駅から徒歩18分